# Tokke
Tokke er en kommune i Vestfold og Telemark fylke i Norge. Den har et areal på 980 km² og en befolkning på 	2.246 (1. januar 2016). Det administrative center er byen Dalen. Tokke ligger i den vestlige del af Telemarken og grænser til kommunene Vinje, Kviteseid, Seljord, Fyresdal, Valle og Bykle. Højeste punkt er Kvannfjølli 1.538 moh.
Kommunen ligger for enden af Telemarkskanalen. Bygden er fra gammel tid et bjørneområde, hvilket ses på kommunevåbenet.
Minedriften på Åmdals Verk startede i 1540, da Christian 3. sendte tyske bjergværksfolk til området for at starte driften. Kobbermalmlagene på Åmdals Verk blev dog først fundet i 1689, og minen var i drift frem til 1945.

## Personer fra Tokke
- Lene Vågslid (1986-), lærer, politiker, stortingsrepræsentant, født i Dalen[2]